# 베른 S반
베른 S반(독일어: S-Bahn Bern,  프랑스어: RER Berne)은 스위스의 수도인 베른을 중심으로 운행하는 S반 통근 철도망이다. 철도망은 베른의 도시 광역권과 거의 동일하다.
연간 약 9백만 km의 기차를 운행하는 베른 S반은 스위스에서 두 번째로 큰 S반이다. 매일 약 100,000명의 승객(주중에는 175,000명)을 처리하며, 따라서 광역권의 지역 대중교통의 대부분을 담당한다.

## 역사
이미 1974년에 베른-졸로투른 지역교통(RBS)은 베른 지역에서 S반 스타일의 시계 문자반 일정 서비스를 운영하기 시작했다. 1987년부터 이 회사는 툰과 라우펜/ 프리부르 사이의 교차 도시 지역 서비스를 운영해 왔다.
1995년에 RBS는 지역 서비스를 S반 서비스로 지정하기 시작했다. 기존의 도시간 노선은 S1으로 지정되었으며, S2라는 명칭은 슈바르첸부르크(Schwarzenburg)와 트루브샤헨(Trubschachen) 사이의 새로운 도시 간 노선에 주어졌다.
다음 확장은 1997년에 S3(빌/비엔 - 벨프) 및 S4/S44(베른- 뷤플리츠 노르드- 부르크도르프 및 그 이상)의 시운전으로 이루어졌다. 또한 나머지 표준궤 지역열차 서비스는 S33, S5, S51 및 S55 노선으로 지정되었다.
2004년 12월 시간표가 변경된 이후 RBS 협궤 노선은 S7, S8 및 S9로 S반 번호 체계에 통합되었다. 2008년 시간표 변경에 따라 네트워크의 환승역 배치가 변경되었고, S11, S22 및 S33 노선이 폐쇄되었으며, 새로운 노선 S52 및 S6이 개통되었다.

## 운행
베른 S반은 베른주, 인접 주 및 연방 정부의 공동 위원회 하에 다음 철도 회사에서 운영한다.
- BLS AG (BLS);
- 베른-졸로투른 지역교통(RBS, Regionalverkehr Bern-Solothurn)

2004년 12월 12일 시간표 변경에 따라 스위스 연방 철도는 이전에 베른 S반 운영에 관여하지 않았지만, BLS가 기존에 운영하던 장거리 서비스도 모두 인수했다.

## 노선
2019년 12월 현재 네트워크는 다음과 같은 노선으로 구성되어 있다. 달리 명시되지 않는 한 노선은 1,435mm 표준궤이다.
| #   | 노선                                                                           | 비고                                              | 운영   |
| --- | ------------------------------------------------------------------------------ | ------------------------------------------------- | ------ |
| S1  | 프리부르–플라마트–베른–툰                                                      |                                                   | BLS AG |
| S2  | 라우펜 BE–플라마트–베른–코놀핑엔–랑나우                                        |                                                   | BLS AG |
| S3  | 빌/비엔–베른–벨프                                                              |                                                   | BLS AG |
| S31 | 빌/비엔–베른–벨프                                                              | 러시아워 운행                                     | BLS AG |
| S4  | 툰–벨프–베른–부르크도르프–하슬레-뤼에크자우–촐브뤼크–랑나우 임 에멘탈          |                                                   | BLS AG |
| S44 | 툰–벨프–베른–부르크도르프–졸로투른/하슬레-뤼에크자우–촐브뤼크–랑나우 임 에멘탈 | 툰과 부르도르프 간 단일 열차로 운행.              | BLS AG |
| S5  | 뇌샤텔–인스/파예른–무르텐/모라–케르체르스–베른 브뤼넨 서–베른                  | 뇌샤텔과 케르체르스 간 단일 열차로 운행           | BLS AG |
| S51 | 베른 브뤼넨 서–베른                                                            |                                                   | BLS AG |
| S52 | 인스–케르체르스–베른 브뤼넨 서–베른                                            |                                                   | BLS AG |
| S6  | 슈바르첸부르크–베른                                                            |                                                   | BLS AG |
| S7  | 베른–보르프 도르프                                                             | 1,000 mm 미터궤 운행 보르프 도르프–보르프라우펜선 | RBS    |
| S8  | 베른–예겐스토르프                                                              | 1,000 mm 미터궤 운행 졸로투른–보프라우펜선        | RBS    |
| S9  | 베른–운터촐리코펜                                                              | 1,000 mm 미터궤 운행 촐리코펜–베른선              | RBS    |